# 栃木県道218号名草小俣線

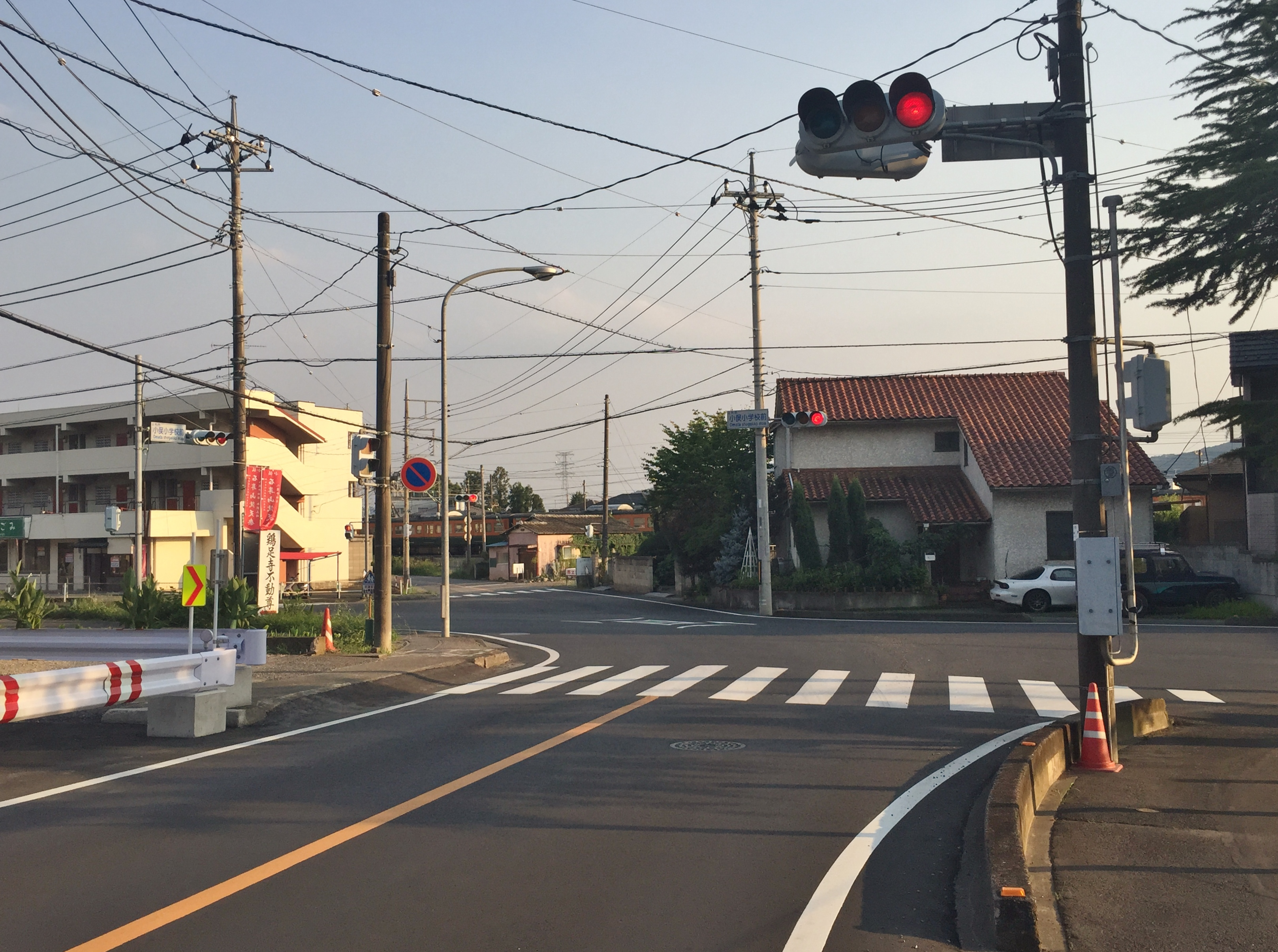
小俣小学校前交差点
（小俣町、2015年7月）
終点方向を望む。↖↓方向が県道218号、←→方向が市道である（現在は←方向が218号、→方向が227号に昇格したため、↖方向は市道となった。）。交差点より奥にJR両毛線の車両が確認できる。

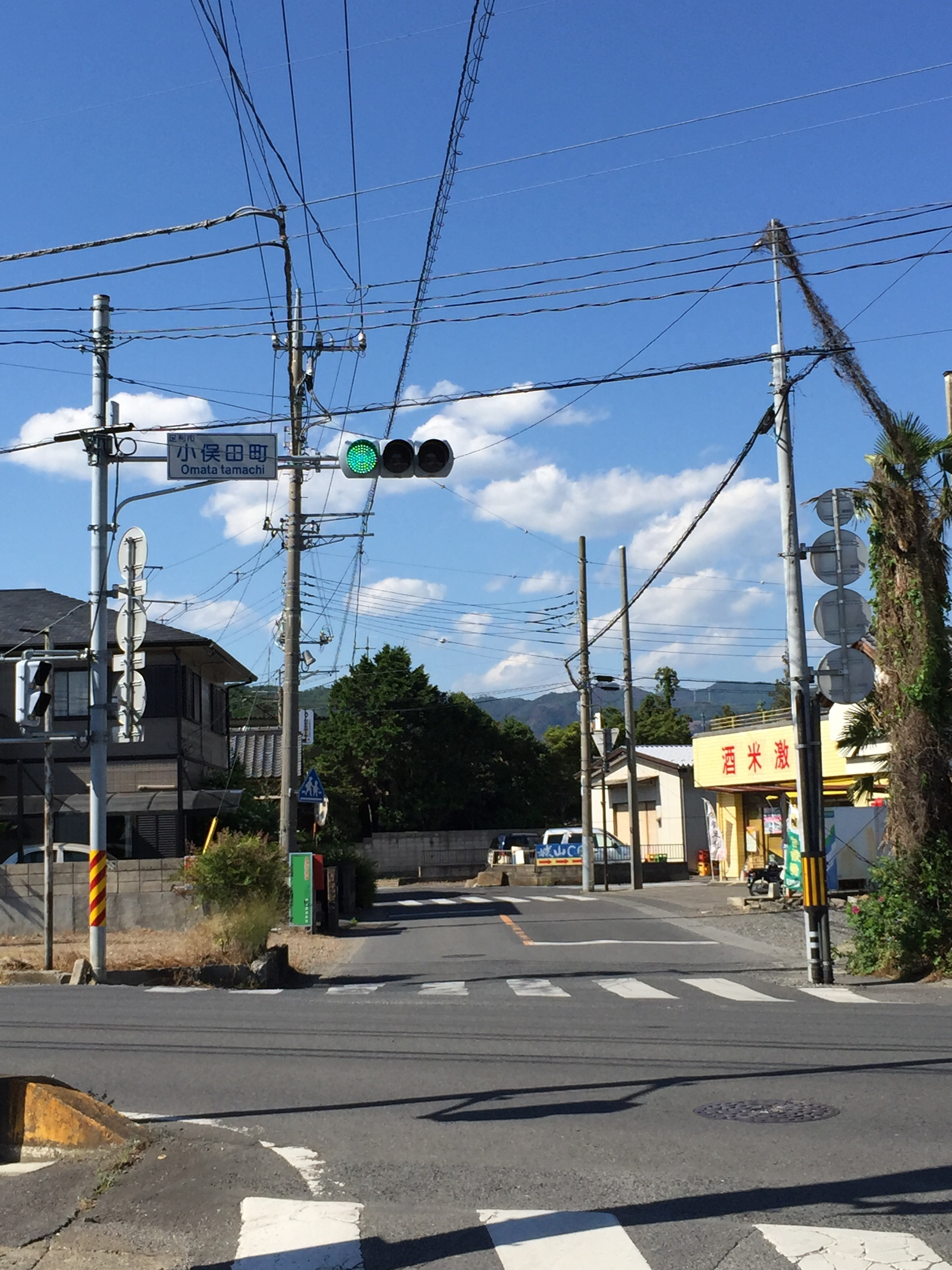
小俣田町交差点
（終点、2015年5月）
正面方向が県道218号である。奥に見える（50mほど先の）横断歩道のある交差点が県道227号の起点であり、227号は↑方向へ、218号は↗方向へと進む。

栃木県道218号名草小俣線（とちぎけんどう218ごう なぐさおまたせん）は、栃木県足利市を通過する一般県道である。

## 概要

### 路線データ
- 総延長 : 16.781km[1]
- 実延長 : 16.781km[1]
- 起点 : 栃木県足利市名草中町（栃木県道208号飛駒足利線交点）
- 終点 : 栃木県足利市小俣町（栃木県道67号桐生岩舟線交点）

## 歴史
- 1961年（昭和36年）4月1日 - 本路線が認定される[1]。
- 2008年（平成20年）4月1日 - 路線名が「名草坂西線（なぐささかにしせん）」から「名草小俣線」に変更される[1]。
- 2020年（令和2年）3月22日 ‐ JR両毛線を跨ぐ「小俣立体」が開通、路線が変更される。それに伴い、旧道だった部分は市道に降格となる。

## 路線状況

### 道路施設
- 猪子トンネル（松田町 - 小俣町）

## 地理

### 通過する自治体
- 栃木県
  - 足利市

### 交差する道路
- 栃木県道219号松田葉鹿線（松田町）
- 栃木県道227号小俣桐生線（小俣町）

### 交差する河川
- 名草川（名草中町 - 名草上町）
- 名草川（名草上町）※計4回、名草上町にて名草川と交差
- 松田川（松田町）
- 小俣川（小俣町）※計4回、小俣町にて小俣川と交差
- ハツ川（小俣町）
- 小俣川（小俣町）

### 交差する鉄道
- JR両毛線（小俣町）※踏切による平面交差

### 沿線
- 足利市立小俣小学校（小俣町）
- 小俣駅（JR両毛線）（小俣町）